# Akercocke

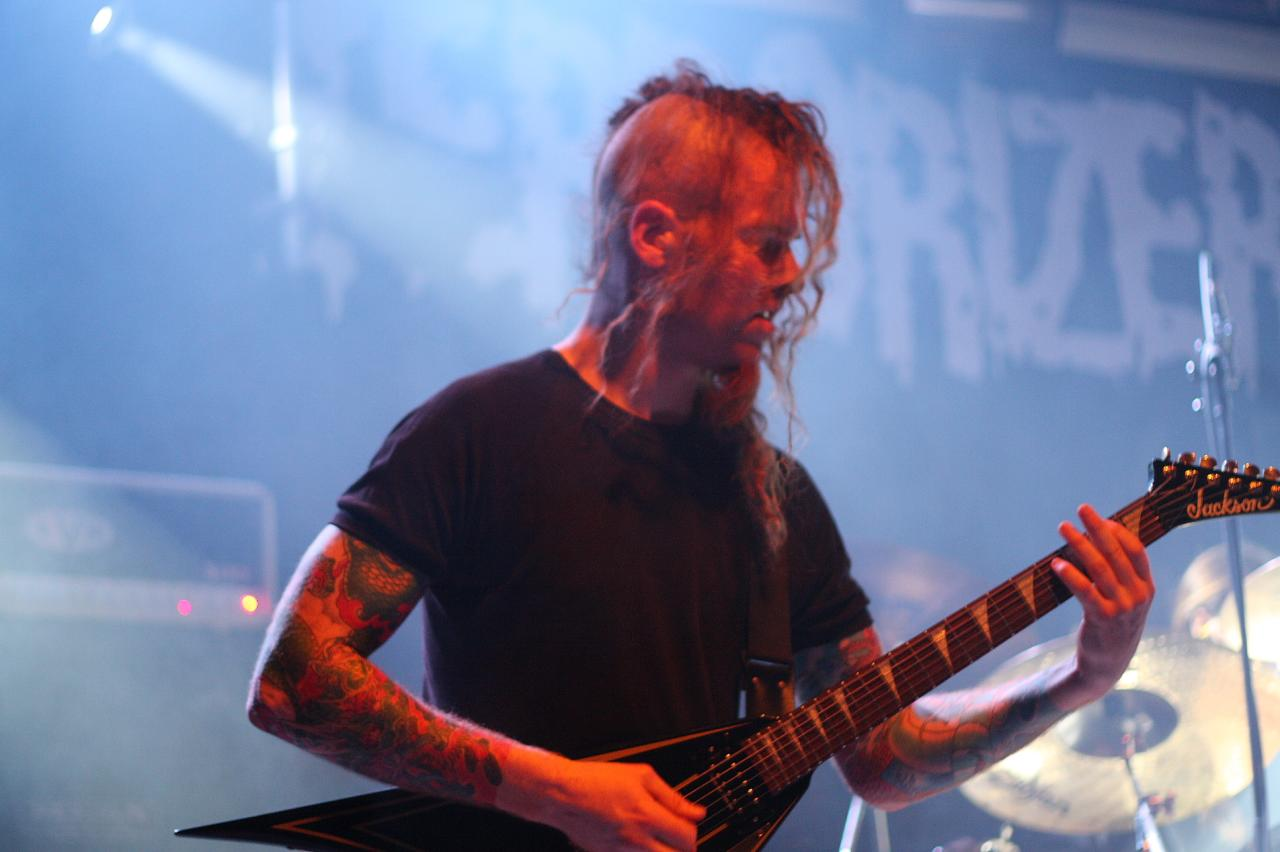
Akercocke

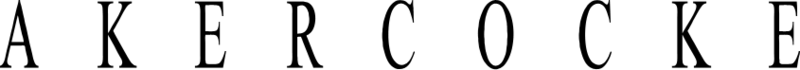
Logo

Akercocke is een Britse blackened deathmetalband met lichte elektronische invloeden. Ze staan er om bekend kostuums te dragen tijdens concerten.
De band werd opgericht in 1997 door Jason Mendonca (gitaar) en David Gray (drums). De twee waren vroegere vrienden en hadden in het verleden gespeeld in Salem Orchid tot die band uiteenging in 1992. Meteen daarna voegden ze een tweede gitarist, Paul Scanlan, en een bassist, Peter Theobalds, toe aan de groep. Hun eerste album Rape of the Bastard Nazarene brachten ze zelf uit in 1999; na enig succes met deze uitgave kregen ze een contract bij Peaceville, een underground platenlabel; hun debuut bij dit label was getiteld The Goat of Mendes. In 2003 brachten ze Choronzon, uit bij Earache Records.